# Benjamin Myers
Benjamin Myers (Durham, 1976) és un periodista i escriptor britànic. Entre les seves novel·les més conegudes, destaquen Pig Iron (2012), Beastings (2014) i The Gallows Pole (2017). Ha guanyat diversos premis literaris al Regne Unit. També ha publicat poesia i assaig, i col·labora habitualment amb mitjans com The Guardian, New Statesman i New Scientist.

## Obra

### Ficció

#### Novel·les
- The Book of Fuck (Wrecking Ball Press, 2004)[4]
- Richard: A Novel (Picador, 2010)[5]
- Pig Iron (Bluemoose, 2012. Bloomsbury, 2019)[6]
- Beastings (Bluemoose, 2014. Bloomsbury, 2019)[7]
- The Gallows Pole (Bluemoose, 2017. Bloomsbury, 2019)[8]
- The Offing (Bloomsbury, 2019)[9]

#### Històries curtes
- Male Tears (Bloomsbury, 2021)[10]

#### Crime fiction
- Turning Blue (Moth/Mayfly, 2016)[11]
- These Darkening Days (Moth/Mayfly, 2017)[12]

#### Short fiction
- The Whip Hand (Tangerine Press, 2018). Short story (Signed/limited edition handsewn chapbook)[13]
- Snorri & Frosti (Galley Beggar Press / 3:AM Press, 2013). Novella (limited edition paperback and Ebook)[14]

### No-ficció
- American Heretics: Rebel Voices In Music (Codex, 2002)[15]
- Under The Rock (Elliott & Thompson, 2018)[16]

### Poesia
- I, Axl: An American Dream (online only, 2008–2009)
- Spam: Email Inspired Poems (Blackheath, 2008)[17]
- Nowhere Fast (co-written with Tony O'Neill and Adelle Stripe (Captains Of Industry, 2008)
- The Raven of Jórvíkshire (Tangerine Press, 2017)
- Heathcliff Adrift (New Writing North, 2014. Reissued 2018)[18]
- The Offing: Poems by Romy Landau (Bloomsbury/Tangerine Press, 2019)

### Assaig
- John Lydon : The Sex Pistols, Pil and Anti-Celebrity (IMP 2005)[19]
- Green Day : American Idiots and the New Punk Explosion (IMP / Disinformation, 2005)[20]
- System of a Down : Right Here in Hollywood (IMP / Disinformation, 2006)[21]
- Muse : Inside the Muscle Museum (IMP 2004 and 2007)[22]
- The Clash : Rock Retrospectives (2007, with Ray Lowry)[23]